# Fernando Vázquez
Fernando Vázquez Pena (Castrofeito, 24 de outubro de 1954) é um ex-futebolista e treinador de futebol espanhol que atuava como meio-campista. Atualmente, comanda o Deportivo La Coruña.

## Carreira
Como jogador, Vázquez teve uma carreira pouco expressiva, tendo atuado apenas em clubes amadores - Arzún, Negreira e Sporting Lampón, além de acumular funções de técnico e jogador em Loixo e Camporrapado, onde se aposentou em 1986.
Seu primeiro trabalho como treinador em tempo integral foi no Lalín, entre 1986 e 1991. Comandou também Racing de Ferrol e Lugo, antes de assumir o Compostela em 1993. Foi durante a passagem de Vázquez que os Picheleiros disputaram La Liga por 3 temporadas, além de ter chegado às oitavas-de-final da Copa del Rey 2 vezes.
Após deixar o Compostela em 1998, trabalhou ainda em Oviedo, Mallorca, Betis, Las Palmas, Rayo Vallecano e Valladolid até 2004, quando substituiu Radomir Antić no Celta de Vigo, levando a equipe à Copa da UEFA de 2006–07 depois que os Celtiñas obtiveram uma destacada sexta posição no Campeonato Espanhol de 2005–06. Paralelamente às funções no Celta, Vázquez comandou a Seleção da Galiza juntamente com Arsenio Iglesias entre 2005 e 2008, quando passou a treinar sozinho a equipe até 2013.
Na temporada 2013–14, substituiu o português Domingos Paciência no Deportivo de La Coruña, a oitava equipe galega na carreira do técnico. Foram 59 partidas e um aproveitamento de 40,68%. Ele, que tinha renovado seu contrato até 2016, foi demitido após criticar a política de contratações do Depor. Após 18 meses afastado do futebol, iniciou uma segunda passagem pelo Mallorca, que durou 40 jogos.
Em dezembro de 2019, Vázquez voltou ao Deportivo depois de 3 anos sem treinar equipes, no lugar de Luis César Sampedro.

## Títulos e campanhas de destaque
Real Betis
- Segunda Divisão Espanhola: vice-campeão (2000–01)

Celta de Vigo
- Segunda Divisão Espanhola: vice-campeão (2004–05)
- Copa da Galícia: 2006–07

Deportivo La Coruña
- Segunda Divisão Espanhola: vice-campeão (2013–14)